# Red Flag Linux
Red Flag Linux (кит. 红旗Linux) — дистрибутив Linux, распространённый в Китае и азиатском регионе.
Разработка дистрибутива была начата в 1999 году институтом программного обеспечения Китайской академии наук (ISCAS) с частичным финансированием государственной венчурной компанией NewMargin Venture Capital. В июне 2000 года была образована компания Red Flag Software. В 2001 году часть акций была перекуплена компанией CCIDNET Investment, принадлежащей Министерству информационных технологий.
В 2001 году в рамках проекта был выпущен китаеязычный офисный пакет «Chinese 2000», содержащий функции текстового процессора, электронных таблиц и деловой графики.
В 2004 году Red Flag Software заключила соглашение с японской фирмой Miracle Linux Corporation о совместном «базовом» дистрибутиве Asianux, на основе которого затем фирмы-участники строят собственные дистрибутивы. Позднее к этому соглашению присоединились южнокорейская HaanSoft и вьетнамская VietSoftware.
В январе 2006 года Red Flag Software присоединилась OSDL.
В феврале 2014 года объявлено о ликвидации Red Flag Software, на момент закрытия в трёх офисах компании (Пекин, Гуанчжоу, Шанхай) работало более 150 сотрудников. Развитие дистрибутива продолжено, в 2022 году выпущен Red Flag Linux Desktop 10 с ядром 4.18.